# Liste des héritiers du trône des Pays-Bas
Pour les articles homonymes, voir Prince héritier.
Aux Pays-Bas, depuis 1815, plusieurs princes ont été les héritiers de la Couronne néerlandaise.
Jusqu’en 1983, seul le fils du monarque pouvait porter le titre de prince d’Orange, titre utilisé pour désigner le prince héritier ; mais, depuis cette date, une héritière peut porter le titre de princesse d’Orange. L’actuelle héritière du trône est la princesse Catharina-Amalia, fille aînée du roi Willem-Alexander des Pays-Bas, et est titrée princesse d’Orange. Étant âgée de 9 ans, sa sœur la princesse Alexia est deuxième dans l’ordre de succession.

## Maison d’Orange-Nassau
| Rang | Portrait                   | Héritier | Période                                                    | Monarque      | Maison |
| ---- | -------------------------- | --- | ---------------------------------------------------------- | ------------- | --- |
| 1    | Guillaume, prince d’Orange | Guillaume, prince d’Orange Né le 6 décembre 1792 à La Haye — Mort le 17 mars 1849 à Tilbourg                         | 16 mars 1815 — 7 octobre 1840 (25 ans, 6 mois et 21 jours) | Guillaume Ier | Maison d’Orange-Nassau (fils de Guillaume Ier des Pays-Bas)                                                  |
| 2    | Guillaume, prince d’Orange | Guillaume, prince d’Orange Né le 17 février 1817 à Bruxelles — Mort le 23 novembre 1890 à Apeldoorn                  | 7 octobre 1840 — 17 mars 1849 (8 ans, 5 mois et 10 jours)  | Guillaume II  | Maison d’Orange-Nassau (fils de Guillaume II des Pays-Bas)                                                   |
| 3    | Guillaume, prince d’Orange | Guillaume, prince d’Orange Né le 4 septembre 1840 à La Haye — Mort le 11 juin 1879 à Paris                           | 17 mars 1849 — 11 juin 1879 (30 ans, 2 mois et 25 jours)   | Guillaume III | Maison d’Orange-Nassau (enfants de Guillaume III des Pays-Bas)                                               |
| 4    | Alexandre, prince d’Orange | Alexandre, prince d’Orange Né le 25 août 1851 à La Haye — Mort le 21 juin 1884 à La Haye                             | 11 juin 1879 — 21 juin 1884 (5 ans et 10 jours)            | Guillaume III | Maison d’Orange-Nassau (enfants de Guillaume III des Pays-Bas)                                               |
| 5    | Wilhelmine                 | Wilhelmine Née le 31 août 1880 à La Haye — Morte le 28 novembre 1962 à Apeldoorn                                     | 21 juin 1884 — 23 novembre 1890 (6 ans, 5 mois et 2 jours) | Guillaume III | Maison d’Orange-Nassau (enfants de Guillaume III des Pays-Bas)                                               |
| 6    | Sophie                     | Sophie Née le 23 juin 1824 à La Haye — Morte le 23 mars 1897 à Weimar                                                | 23 novembre 1890 — 23 mars 1897 (6 ans et 4 mois)          | Wilhelmine    | Maison d’Orange-Nassau (fille de Guillaume II des Pays-Bas)                                                  |
| 7    | Guillaume-Ernest           | Guillaume-Ernest, grand-duc de Saxe-Weimar-Eisenach Né le 10 juin 1876 à Weimar — Mort le 24 avril 1923 à Heinrichau | 23 mars 1897 — 30 avril 1909 (12 ans, 1 mois et 7 jours)   | Wilhelmine    | Maison de Saxe-Weimar-Eisenach (fils de Charles-Alexandre de Saxe-Weimar-Eisenach et de Sophie des Pays-Bas) |

## Maison de Mecklembourg-Schwerin
| Rang | Portrait | Héritière                                                              | Période                                                      | Reine      | Maison                                                                                                 |
| ---- | -------- | ---------------------------------------------------------------------- | ------------------------------------------------------------ | ---------- | --- |
| 8    | Juliana  | Juliana Née le 30 avril 1909 à La Haye — Morte le 20 mars 2004 à Baarn | 30 avril 1909 — 6 septembre 1948 (39 ans, 4 mois et 7 jours) | Wilhelmine | Maison de Mecklembourg-Schwerin (fille d’Henri de Mecklembourg-Schwerin et de Wilhelmine des Pays-Bas) |

## Maison de Lippe-Biesterfeld
| Rang | Portrait | Héritier                               | Période                                                       | Reine   | Maison                                                                                          |
| ---- | -------- | -------------------------------------- | ------------------------------------------------------------- | ------- | ----------------------------------------------------------------------------------------------- |
| 9    | Beatrix  | Beatrix Née le 31 janvier 1938 à Baarn | 6 septembre 1948 — 30 avril 1980 (31 ans, 7 mois et 24 jours) | Juliana | Maison de Lippe-Biesterfeld (fille de Bernhard de Lippe-Biesterfeld et de Juliana des Pays-Bas) |

## Maison d’Amsberg
| Rang | Portrait                             | Héritière                                                             | Période                                              | Roi              | Maison                                                                  |
| ---- | ------------------------------------ | --------------------------------------------------------------------- | ---------------------------------------------------- | ---------------- | ----------------------------------------------------------------------- |
| 10   | Willem-Alexander, prince d’Orange    | Willem-Alexander, prince d’Orange Né le 27 avril 1967 à Utrecht       | 30 avril 1980 — 30 avril 2013 (33 ans)               | Beatrix          | Maison d’Amsberg (fils de Claus von Amsberg et de Beatrix des Pays-Bas) |
| 11   | Catharina-Amalia, princesse d’Orange | Catharina-Amalia, princesse d’Orange Née le 7 décembre 2003 à La Haye | Depuis le 30 avril 2013 (11 ans, 10 mois et 6 jours) | Willem-Alexander | Maison d’Amsberg (fille de Willem-Alexander des Pays-Bas)               |